# 库斯朗地区卡斯蒂永
库斯朗地区卡斯蒂永（法語：Castillon-en-Couserans，法語發音：[kastijɔ̃ ɑ̃ kuzʁɑ̃]），法国西南部市镇，属于奥克西塔尼大区阿列日省，隶属于圣日龙区，其市镇面积为4.94平方公里，2022年1月1日时人口数量为433人，在法国城市中排名第18,816位。
库斯朗地区卡斯蒂永位于阿列日省西部，库斯朗地区腹地，阿列日省省道D4线经过此地。

## 地名来源
“卡斯蒂永”一名来源于拉丁语单词“castellum”，意为规模较小的城堡，对应的现代法语及奥克语单词分别为“Châtillon”和“Castilhon”。
因翻译标准不同，“Castillon-en-Couserans”在中文谷歌地图以及部分汉语资料中被译为“卡斯蒂永-昂库斯朗”。

## 历史

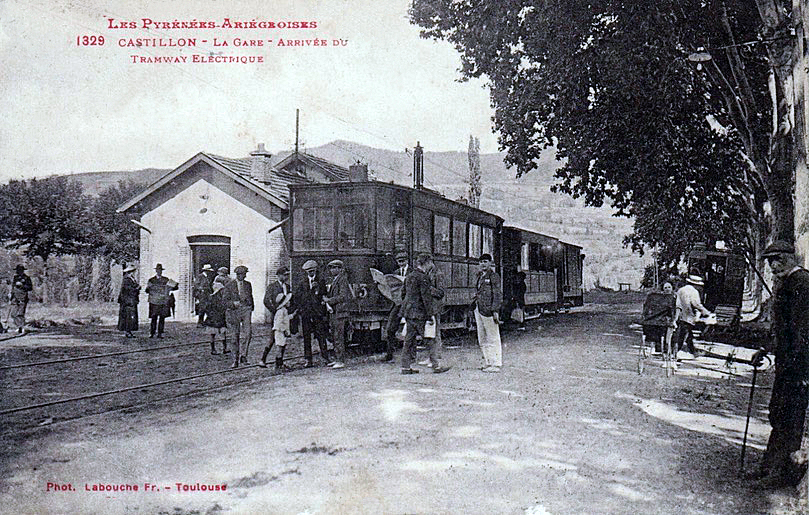
20世纪初途径库斯朗地区卡斯蒂永的铁路

库斯朗地区卡斯蒂永的早期建城史不详，自12世纪起成为一处封建领主的领地。中世纪末，库斯朗地区卡斯蒂永形成区域性的集市。16世纪后，该区域成为科曼日行省的一部分。法国大革命后，库斯朗地区卡斯蒂永成为阿列日省的一个市镇。1913至1937年间，一条地方米轨铁路曾由此通过。

## 地理

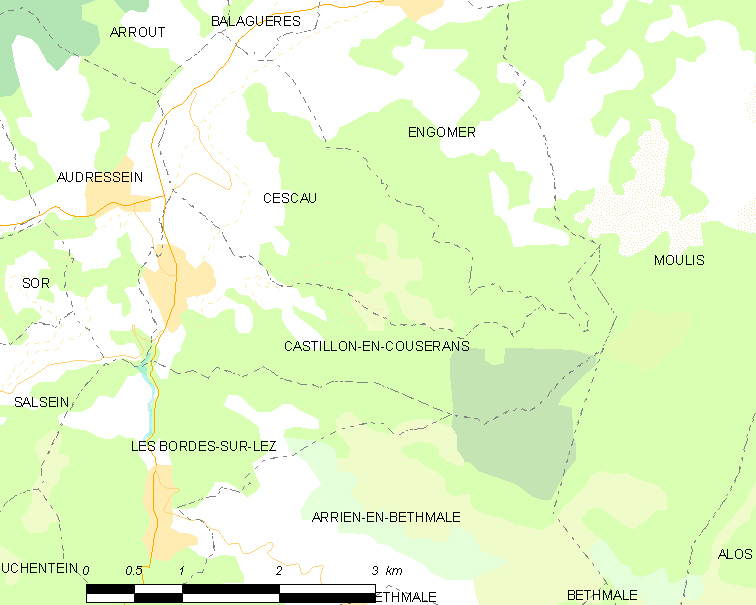
库斯朗地区卡斯蒂永市镇范围地图

库斯朗地区卡斯蒂永位于法国西南部，奥克西塔尼大区西南部和阿列日省西部，距离省会富瓦大约57公里。与库斯朗地区卡斯蒂永接壤的市镇包括：贝特马勒地区阿里安、欧德雷桑、塞斯科、昂戈梅、穆利。

### 地形
库斯朗地区卡斯蒂永位于比利牛斯山北麓腹地，境内以山地为主，市镇中心位于一处河谷之中，东侧为山地，全境海拔在518到1,320米之间。

### 水文
莱兹河自南向北流经市镇中心，该河是萨拉河的支流，属于加龙河水系。

### 植被
库斯朗地区卡斯蒂永是阿列日比利牛斯大区自然保护区的范围，属于温带阔叶混交林区，部分高海拔地区（>800米）有针叶林分布，林地广泛分布于河流附近以及东部山区。
在鲜花城市的评比中，库斯朗地区卡斯蒂永暂未被评级。

### 气候
库斯朗地区卡斯蒂永在柯本气候分类法中属于带有温带海洋性气候特征的山地气候。

## 行政区划
库斯朗地区卡斯蒂永是法国奥克西塔尼大区阿列日省的一个市镇，编号为09085。库斯朗地区卡斯蒂永隶属于圣日龙区、阿列日省第一选区以及西部库斯朗县，同时也是库斯朗比利牛斯市镇公共社区的组成部分。
法国国家统计与经济研究所（简称）在进行数据统计时，未将库斯朗地区卡斯蒂永划入任何城市核心区（Unité urbaine）以及城市区（Aire urbaine）。自2020年起，库斯朗地区卡斯蒂永被划入包含70个市镇的圣日龙城市辐射区内。此外，还将库斯朗地区卡斯蒂永市镇整体看作一个“块区”（IRIS），以便于统计人口分布情况。

## 交通

### 公路
阿列日省省道D4线、D804线和D904线在库斯朗地区卡斯蒂永境内交汇，奥克西塔尼大区下属的城际客运提供校车线路，可前往圣日龙。
2018年，36.4%的库斯朗地区卡斯蒂永家庭拥有至少一辆私人汽车。

### 铁路
距离库斯朗地区卡斯蒂永最近的铁路车站为圣马托里站，该站停靠往返于图卢兹和塔布之间的区域列车。

### 航空
距离库斯朗地区卡斯蒂永最近的民用航空站为图卢兹-布拉尼亚克机场，距离库斯朗地区卡斯蒂永市中心的公路里程约116公里。

### 城市公共交通
截至2021年11月，库斯朗地区卡斯蒂永暂无城市公共交通系统。

## 政治
库斯朗地区卡斯蒂永的现任市长为帕特里克·坦巴尔先生（Patrick Timbart），他是一名左翼无党派人士，在2020年的市政选举中获得了.%的支持率。
在2017年的法国总统大选中，法国第25任总统埃马纽埃尔·马克龙在库斯朗地区卡斯蒂永获得了75.54%的支持率。

## 人口
2018年，库斯朗地区卡斯蒂永市镇人口数量为399，在法国排名第18,816位。其中男性182人，女性217人，75岁及以上人口占18.3%，外籍人口数量为92人，人口密度为81人/平方公里，当地居民被称为（男性）或（女性）。2019年，库斯朗地区卡斯蒂永境内出生3人，死亡人口16人。
| 年份   | 1936 | 1946 | 1954 | 1962 | 1968 | 1975 | 1982 | 1990 | 1999 | 2006 | 2011 | 2016 | 2018 |
| ------ | ---- | ---- | ---- | ---- | ---- | ---- | ---- | ---- | ---- | ---- | ---- | ---- | ---- |
| 人口數 | 607  | 614  | 567  | 536  | 475  | 429  | 373  | 403  | 424  | 399  | 423  | 401  | 399  |

## 经济
截止2021年11月，库斯朗地区卡斯蒂永共有各类用人单位（包含自雇）138家，平均历史为16年，其中98.53%为中小型企业（PME）。

## 财政收入
2019年，库斯朗地区卡斯蒂永的财政收入总额为465,990欧元，财政支出总额为340,770欧元，当年的债务总额为148,340欧元。2021年，库斯朗地区卡斯蒂永共获得129,843欧元的国家财政补助，比上一年增加了1.03%。
2019年，库斯朗地区卡斯蒂永的家庭平均月收入总额为1,572欧元，低于法国平均水平（2,318欧元）。
2018年，库斯朗地区卡斯蒂永境内的青壮年（15至64岁）失业率为19.3%，当地42.2%的家庭拥有纳税资格，平均纳税2,077欧元，低于法国平均水平（3,888欧元）。

## 社会事务

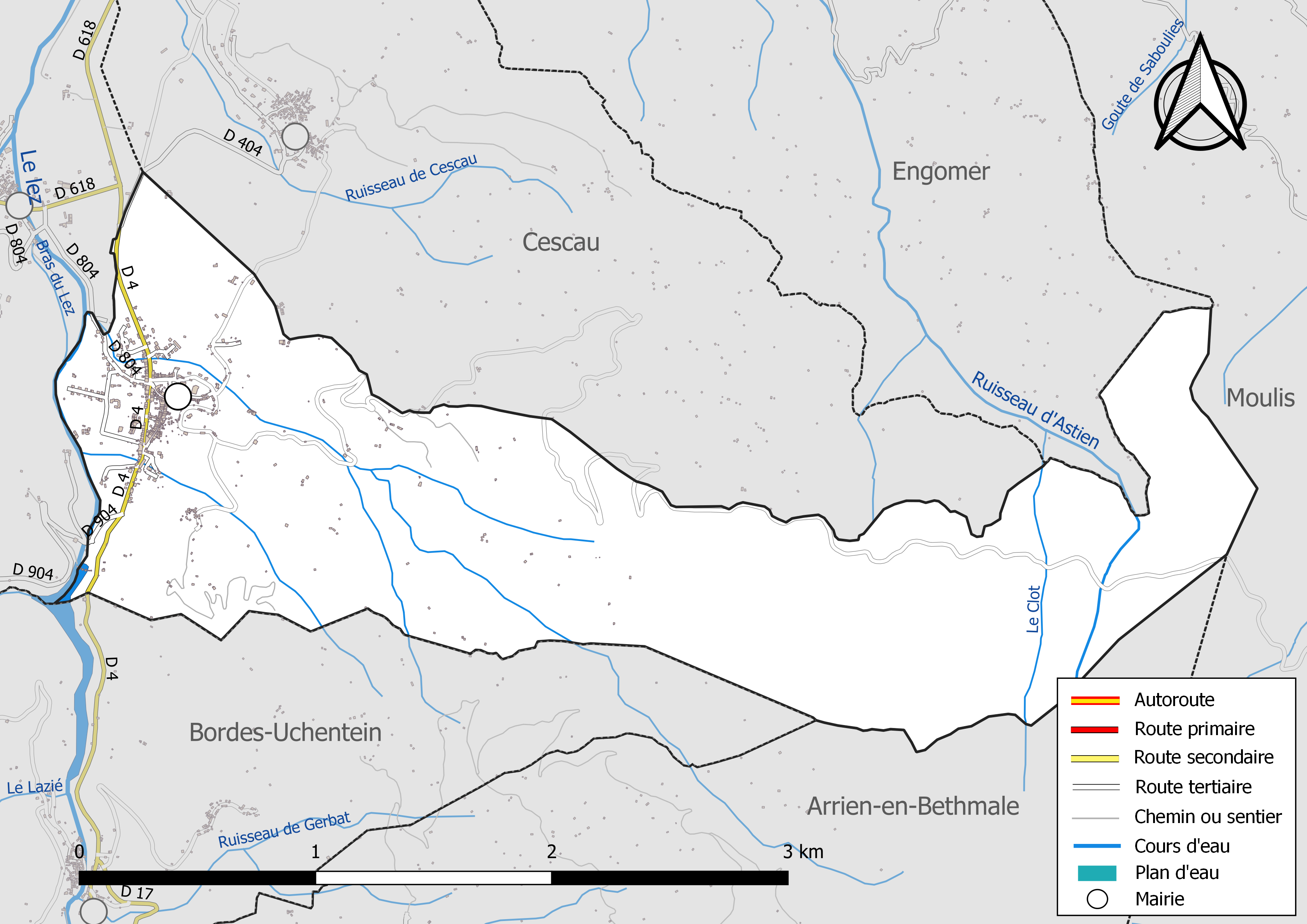
库斯朗地区卡斯蒂永河流与道路地图

### 教育
库斯朗地区卡斯蒂永属于图卢兹学区。截止2020年1月1日，库斯朗地区卡斯蒂永境内有1所小学。

### 医疗
截止2020年1月1日，库斯朗地区卡斯蒂永境内共有全科医生3名、保健师7名、牙医1名、护士10名和助产士1名。境内共有药房1家、养老院1家。
库斯朗地区卡斯蒂永是“阿列日省库斯朗地区中心医院”（Centre Hospitalier Ariège Couserans）的服务范围，该院是法国的一个区域性医疗机构，其主病区位于圣日龙市区北部，距离库斯朗地区卡斯蒂永市区的正常车程在20分钟以内，该院设有床位379个，是当地规模最大的公立综合性医院。

### 住房
2018年，库斯朗地区卡斯蒂永境内共有各类住房390套，其中77.2%为独立式居民区，22.8%为集中式居民区。常住房屋占库斯朗地区卡斯蒂永市镇范围内居民建筑总量的47.7%。
在住房保障政策方面，2020年，库斯朗地区卡斯蒂永境内共有59户家庭获得了住房经济补助，受益人数占总人口数量的14.8%，其中nc份为房租补助。

### 商业
2019年，库斯朗地区卡斯蒂永境内共有各类实体商铺23家，其中餐厅4家、大型超市1家、面包房1家、肉铺1家、书店1家、装饰品店1家、银行门店2家、美容美发店2家、汽车维修店1家。市镇中心建有一家家乐福超市。

### 体育
2020年，库斯朗地区卡斯蒂永境内共有1家游泳池、1处网球场以及1处足球或橄榄球场。
截至2021年11月，库斯朗地区卡斯蒂永境内暂无任何注册足球俱乐部。

### 环境
库斯朗地区卡斯蒂永的环境事务由其所属的公共社区负责。2019年，库斯朗地区卡斯蒂永境内暂无污染企业。

### 治安
2019年，库斯朗地区卡斯蒂永市镇范围内有1处宪兵队。
库斯朗地区卡斯蒂永所处的圣日龙宪兵队的管辖范围。2020年，该辖区内共77个市镇累计发生各类案件1,016起，其中盗窃类案件444起，经济类案件132起，毒品交易类案件88起。

## 文化

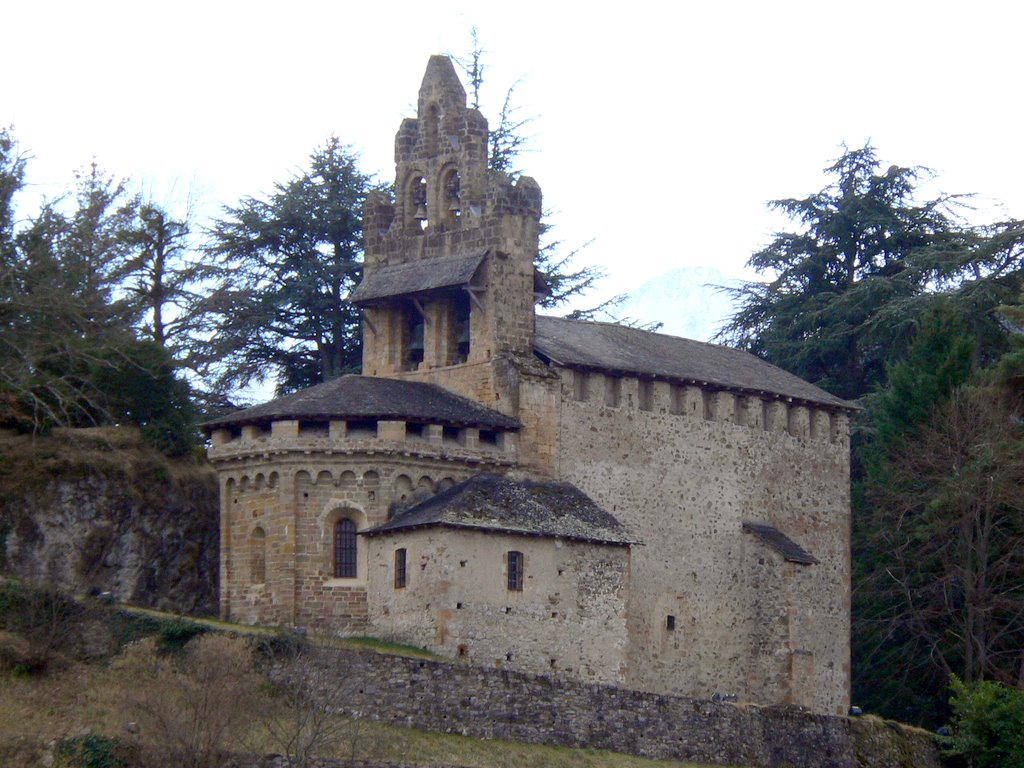
库斯朗地区卡斯蒂永殉难者小教堂

2020年，库斯朗地区卡斯蒂永境内暂无任何文化设施。库斯朗地区卡斯蒂永市政府提供多媒体中心，向公众全年开放。

### 建筑
库斯朗地区卡斯蒂永境内有多处历史建筑，其中殉难者小教堂为法国国家文物保护单位。

### 旅游
库斯朗地区卡斯蒂永的旅游事务由其所属的公共社区负责。2021年，库斯朗地区卡斯蒂永境内有1个露营地，可容纳共97辆露营车。

### 媒体
法国主要的媒体均可在库斯朗地区卡斯蒂永接收，法国电视三台下属的奥克西塔尼大区频道在部分时段播出库斯朗地区卡斯蒂永所属区域的地方新闻。

### 特产
库斯朗地区卡斯蒂永因出产马西普干酪而闻名。

## 友好城市
截至2021年11月，库斯朗地区卡斯蒂永暂未建立任何友好城市关系。